# Epifanio García
Epifanio Ariel García Duarte (San Miguel, 2 luglio 1992) è un calciatore paraguaiano, attaccante del 12 de Octubre.

## Carriera
Cresciuto nelle giovanili del Cerro Porteño, ha esordito il 5 giugno 2011 in occasione del match perso 2-1 contro il Nacional

## Statistiche

### Presenze e reti nei club
Statistiche aggiornate al 17 marzo 2018.
| Stagione             | Squadra              | Campionato           | Campionato | Campionato | Coppe nazionali | Coppe nazionali | Coppe nazionali | Coppe continentali | Coppe continentali | Coppe continentali | Altre coppe | Altre coppe | Altre coppe | Totale | Totale | Totale |
| Stagione             | Squadra              | Comp                 | Pres       | Reti       | Comp            | Pres            | Reti            | Comp               | Pres               | Reti               | Comp        | Pres        | Reti        | Pres   | Reti   |        |
| -------------------- | -------------------- | -------------------- | ---------- | ---------- | --------------- | --------------- | --------------- | ------------------ | ------------------ | ------------------ | ----------- | ----------- | ----------- | ------ | ------ | ------ |
| 2011                 | Cerro Porteño        | PD                   | 1          | 0          |                 | -               | -               |                    | -                  | -                  |             | -           | -           | 1      | 0      |        |
| 2012                 | Cerro Porteño        | PD                   | 1          | 0          |                 | -               | -               |                    | -                  | -                  |             | -           | -           | 1      | 0      |        |
| 2013                 | Cerro Porteño        | PD                   | 1          | 0          |                 | -               | -               |                    | -                  | -                  |             | -           | -           | 1      | 0      |        |
| 2014                 | Cerro Porteño        | PD                   | 5          | 0          |                 | -               | -               | CL+CS              | 1+1                | 0                  |             | -           | -           | 7      | 0      |        |
| Totale Cerro Porteño | Totale Cerro Porteño | Totale Cerro Porteño | 8          | 0          |                 | 0               | 0               |                    | 2                  | 0                  |             | -           | -           | 10     | 0      |        |
| 2015                 | Guaraní              | PD                   | 0          | 0          |                 | -               | -               |                    | -                  | -                  |             | -           | -           | 0      | 0      |        |
| 2016                 | Guaraní              | PD                   | 8          | 3          |                 | -               | -               |                    | -                  | -                  |             | -           | -           | 8      | 3      |        |
| 2016                 | Fulgencio Yegros     | SD                   | 36         | 8          |                 | -               | -               |                    | -                  | -                  |             | -           | -           | 36     | 8      |        |
| 2017                 | Guaraní              | PD                   | 14         | 2          |                 | -               | -               | CL                 | 7                  | 3                  |             | -           | -           | 21     | 5      |        |
| Totale Guaraní       | Totale Guaraní       | Totale Guaraní       | 22         | 5          |                 | 0               | 0               |                    | 7                  | 3                  |             | -           | -           | 29     | 8      |        |
| 2017-2018            | Belgrano             | PD                   | 11         | 3          | CA              | 2               | 0               |                    | -                  | -                  |             | -           | -           | 13     | 3      |        |
| Totale carriera      | Totale carriera      | Totale carriera      | 77         | 16         |                 | 2               | 0               |                    | 9                  | 3                  |             | -           | -           | 88     | 19     |        |

## Palmarès

### Club

#### Competizioni nazionali
- Campionato paraguaiano: 2

Cerro Porteño: Apertura 2012, Clausura 2013